# Cesare Lovati
Cesare Lovati (Buenos Aires, Provincia de Buenos Aires, Argentina, 25 de diciembre de 1891 - Varese, Provincia de Varese, Italia, 22 de julio de 1961) fue un futbolista y director técnico argentino nacionalizado italiano, y el primer argentino en jugar en el A.C. Milan. Se desempeñaba en la posición de centrocampista.

## Selección nacional
Fue internacional con la selección de fútbol de Italia en 6 ocasiones. Debutó el 18 de enero de 1920, en un encuentro ante la selección de Francia que finalizó con marcador de 9-4 a favor de los italianos.

## Clubes

### Como futbolista
| Club        | País   | Año         |
| ----------- | ------ | ----------- |
| A. C. Milan | Italia | 1910 - 1922 |

### Como entrenador
| Club                | País   | Año         |
| ------------------- | ------ | ----------- |
| Atalanta B. C.      | Italia | 1924 - 1927 |
| A. C. Monza Brianza | Italia | 1928 - 1929 |
| A. C. Monza Brianza | Italia | 1933 - 1934 |
| Seregno Calcio      | Italia | 1934 - 1935 |